# Cape Spear
Cape Spear ist ein Kap auf Neufundland, nur wenige Kilometer südöstlich von St. John’s. Dort liegt es auf der Halbinsel Avalon und ist der östlichste Punkt des nordamerikanischen Kontinents.
Ein markantes Wahrzeichen des Kaps ist der 1835 erbaute und damit als zweiter, nach dem 1813 bei Fort Amherst, an der Küste Neufundlands erbaute Leuchtturm. Da der bei Fort Amherst erbaute Leuchtturm später durch einen anderen ersetzt wurde, ist der am Cape Spear heute der älteste noch bestehende Leuchtturm an der Küste Neufundlands. Der 1835 erbaute Leuchtturm wurde am 5. Mai 1962 zur National Historic Site of Canada in Neufundland und Labrador erklärt. Er beherbergt heute ein Museum. Weitere Sehenswürdigkeiten auf dem frei zugänglichen Gelände sind ein zweiter, 1955 erbauter, Leuchtturm und ein Fort aus dem Zweiten Weltkrieg.

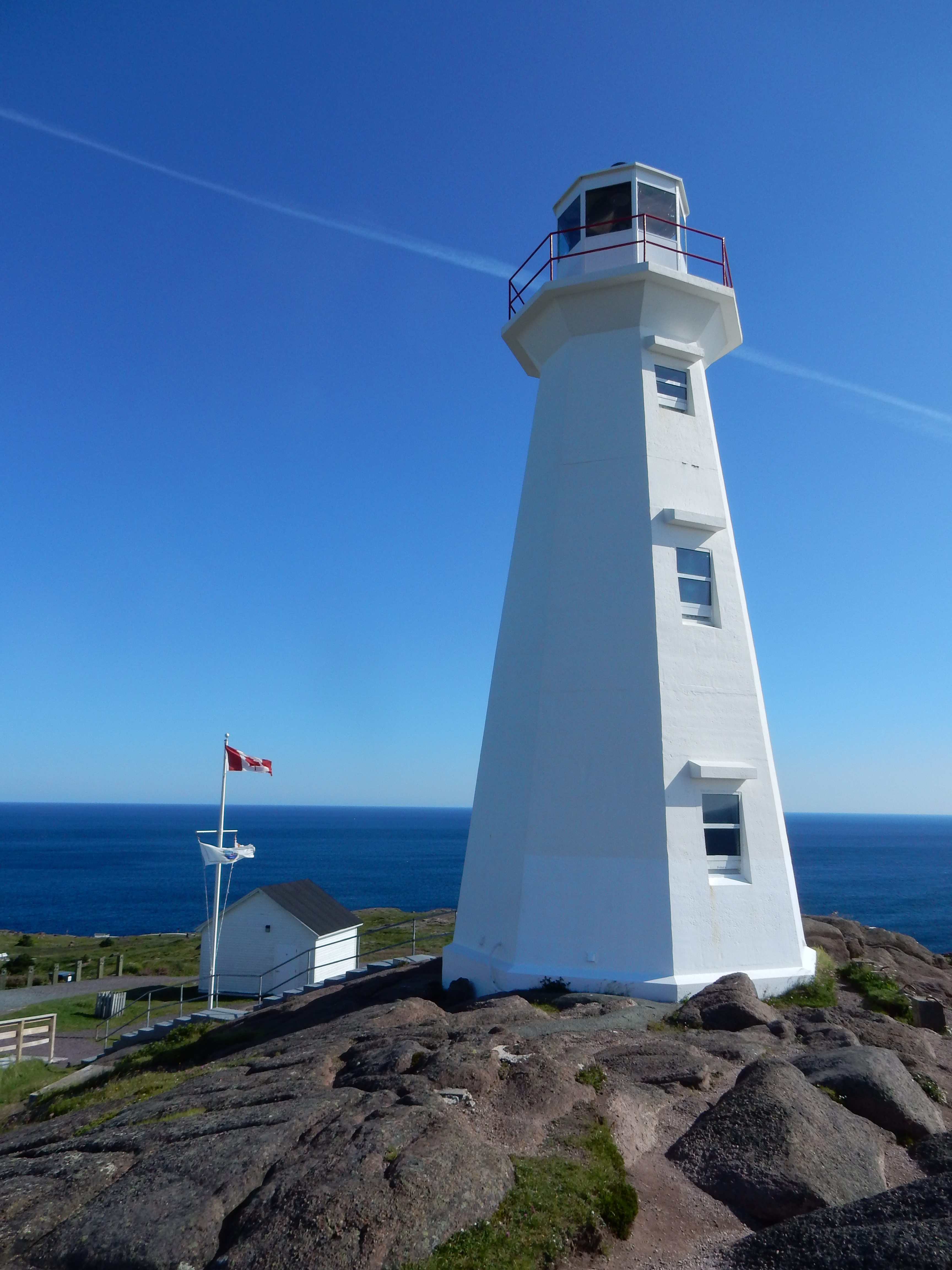
Der 1955 erbaute Leuchtturm